# ادوانی لاکشمی دوی
ادوانی لاکشمی دِوی (انگلیسی: Advani Lakshmi Devi)  بازیگر بازنشسته هندی است که به خاطر کارهایش در سینما کنادا شناخته شده‌است. او طی ۵۰ سال گذشته، نقش‌های مختلفی همچون قهرمان، خون‌آشام، مادر و مادربزرگ را در صدها فیلم کنادایی بازی کرده‌است. نقش او در فیلم‌های محل زندگی درختان صندل (۱۹۷۳) و فیلم عروسی سری سرینیواسا (۱۹۷۴) در نقش مادر، که (نقش مرد را راجکومار بازی کرد) بسیار به یادگار مانده‌است.

## فیلم‌شناسی
- ۱۹۷۴ عروسی سری سرینیواسا
- ۱۹۷۳ محل زندگی درختان صندل
- ۱۹۶۰ ده اوتار